# Kustai
Kustai è una suddivisione dell'India, classificata come census town, di 12.268 abitanti, situata nel distretto di Dhanbad, nello stato federato del Jharkhand. In base al numero di abitanti la città rientra nella classe IV (da 10.000 a 19.999 persone).

## Geografia fisica
La città è situata a 23° 45' 21 N e 86° 23' 11 E.

## Società

### Evoluzione demografica
Al censimento del 2001 la popolazione di Kustai assommava a 12.268 persone, delle quali 6.813 maschi e 5.455 femmine. I bambini di età inferiore o uguale ai sei anni assommavano a 1.880, dei quali 966 maschi e 914 femmine. Infine, coloro che erano in grado di saper almeno leggere e scrivere erano 7.566, dei quali 4.890 maschi e 2.676 femmine.